# بيرت آبي
بيرت آبي (بالإنجليزية: Bert Abbey)‏ هو لاعب كرة قاعدة أمريكي، ولد في 29 نوفمبر 1869 في إسيكس في الولايات المتحدة، وتوفي في 11 يونيو 1962 في إسكس جانكشن في الولايات المتحدة بسبب نوبة قلبية.

## وصلات خارجية
- بيرت آبي على موقع دوري كرة القاعدة الرئيسي (الإنجليزية)
- بيرت آبي على موقعبيزبول رفرنس.كوم (الدوري الرئيسي) (الإنجليزية)
- بيرت آبي على موقعبيزبول رفرنس.كوم (الدوري الثانوي) (الإنجليزية)
- بيرت آبي على موقع جمعية أبحاث البيسبول الأمريكية (الإنجليزية)
- بيرت آبي على موقع إي إس بي إن.كوم (أم.أل.بي) (الإنجليزية)
- بيرت آبي على موقع مشجعي الرسوم البيانية (الإنجليزية)